# Адріан Далассен
Адріан Далассен (990/995 — бл. 1059) — політичний та військовий діяч Візантійської імперії.

## Життєпис
Походив з провінційної знаті. Син Феофілакта Далассена, стратега і катепана. Стосовно дати народження існують розбіжності: є твердження, що Адріан народився у 990 або 995 році. Про молоді роки нічого невідомо. 998 року його батько потрапив у полон до арабів. Напевне брав участь у війнах на Кавказі та проти арабів у 1010-х роках, в придушенні його батьком Феофілактом заколоту Никифора Фоки та Никифора Ксіфія у 1022 році.
У 1038—1039 роках брав участь в опозиції імператорові Михайлі IV та заколоті 1039 року в Антіохії. Тому його разом з батьком Феофілактом та стрийком Романом відправили у заслання. Повернувся з заслання у 1042 році. Брав участь за різними версіями у боях на дунаї з печенігами та угорцями або в Південній Італії.
У 1057 році підтримав заколот Ісаака Комніна проти імператора Михайла VI, протезамало відомостей щодо безпосередньої участі далассена у битвах. У 1058 році новий імператор Ісаак I призначає Адріана Далассена дукою Антіохії з титулом патрикія. Помер близько 1059 року, напевне загинув під час нападу сельджуків на сирійські володіння імперії.

## Родина
- донька, дружина Олексія Харона. Дитиною цього подружжя була Анна, мати майбутнього імператора Олексія I.